# Aeromarine 40
Aeromarine 40 – amerykańska łódź latająca zaprojektowana i zbudowana w Aeromarine Plane and Motor Company w 1918. W wersji 40F była używana przez United States Navy (USN) jako samolot szkolny do połowy lat 20.

## Historia
Aeromarine 40, podobnie jak wcześniejszy Aeromarine 39, został zaprojektowany na zamówienie United States Navy (USN) na dwumiejscową łódź latająca. Maszyna była zbliżona do wcześniejszego samolotu Curtiss MF, który miała zastąpić. 
Pierwsze zamówienie USN opiewało na 200 samolotów w wersji 40F, ale po zakończeniu wojny zostało ono zredukowane do 50 maszyn (numery seryjne USN A5040/89).
Pierwsza cywilna wersja samolotu, prawdopodobnie została oblatana w 1918 i była napędzana 150-konnym silnikiem Aeromarine U-8, ale pierwsze samoloty w wojskowej wersji 40F, zostały dostarczone USN dopiero w 1919.  
Niektóre z dostarczonych samolotów były podobno wyposażone w 150-konne silniki Wright-Hispano, możliwe także ze silniki zmieniono już w trakcie ich służby, co poprawiało ich osiągi i ładowność. Wiele źródeł wspomina o przebudowaniu niektórych samolotów na Model 41, bez wyszczególniania na czym miała polegać zmiany, które pociągnęły za sobą zmianę nazwy samolotu. Według ówczesnych zwyczajów United States Army Air Service będące już w służbie samoloty otrzymywały nowe oznaczenie, jeżeli w następnej wersji były napędzane innymi silnikami niż w poprzedniej. Prawdopodobnie wersja 41 tego samolotu była napędzana silnikami Wright-Hispano, zamiast oryginalnych Curtiss OXX-6.

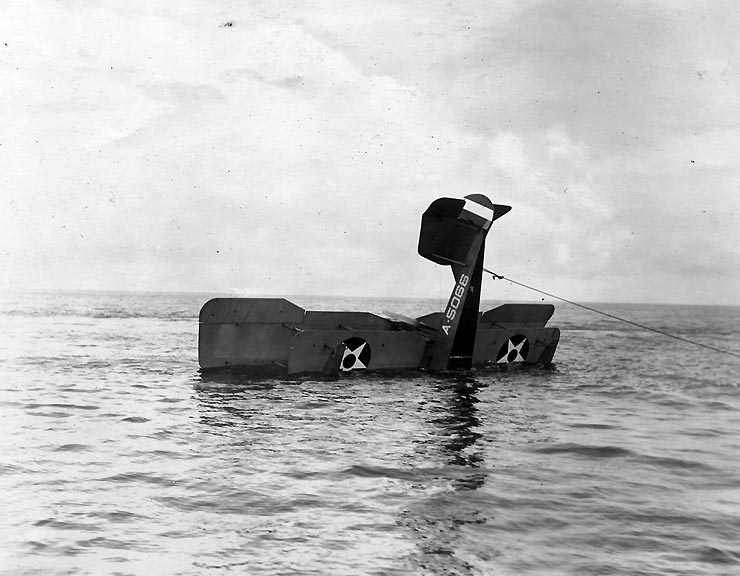
Rozbity A-5066

W grudniu 1922 jeden z Aeromarine 40 (numer seryjny A-5066, być może przebudowany na model 41) został przydzielony na okręt hydrograficzny USS „Hannibal” (AG-1) operujący w kubańskich wodach.  25 maja 1923 samolot został poważnie uszkodzony, przebywając na wodzie uderzył w jakąś podwodną przeszkodę lub jego kadłub został rozbity falą i samolot został wycofany z użytku.  W raporcie powypadkowym zasugerowano, że ten typ samolotu jest zbyt delikatny do zadań pełnomorskich i nie powinien być więcej używanych do pełnomorskich zadań hydrograficznych.
Samoloty zostały wycofane ze służby USN w połowie lat 20.  
Dwa samoloty tego typu zostały odkupione od USN przez United States Coast Guard.  Samoloty stacjonowały w bazie lotniczej USCG w Morehead City aż do jej zamknięcia.  Po jej zamknięciu samoloty zostały umyślnie zniszczone.
Oprócz wojskowej wersji 40F powstało także kilka wersji cywilnych – 40 i 40B napędzane 140-konnym silnikiem Hispano-Suiza, 40C z silnikiem Aeromarine 150KM, 40L z 130 KM Aeromarine L, 40T z silnikiem Curtiss OXX-6 100 KM oraz 40U z 100-konnym silnikiem Aeromarine U-6. Samoloty w wersji cywilnej kosztowały około dziewięciu tysięcy dolarów.

## Opis konstrukcji
Samolot miał konstrukcję całkowicie konwencjonalną, był to drewniany dwupłat, kryty płótnem z silnikiem pchającym. Skrzydła samolotu były nierównej długości – z górnym skrzydłem mającym większą rozpiętość. W porównaniu z Curtissem MF, samolot miał inny kształt kadłuba o przekroju zbliżonym do V, z bardziej zaokrąglonym dziobem oraz mniej wydatnymi sponsonami. Duży statecznik pionowy przymocowany był do tylnej części kadłuba, stateczniki poziome były umieszczone w górnej części statecznika pionowego tak, aby były jak najbardziej oddalone od rozpryskanej kadłubem wody. Silnik, w wojskowe wersji Curtiss OXX-6 100 KM, w konfiguracji pchającej, umieszczony był za kabiną załogi, na rozpórkach pomiędzy skrzydłami. W przedniej części kadłuba mieściła się kabina załogi dla instruktora i ucznia z siedzeniami umieszczonymi obok siebie.